# Insurgência afar (1995–2018)
A segunda insurgência afar foi uma insurgência em curso na Região Afar, na Etiópia, e na Região Mar Vermelho do Sul, na Eritreia (também conhecida como Dankalia), realizada por vários grupos rebeldes afares. Tanto a Etiópia como a Eritreia apoiam diferentes grupos rebeldes na região em uma guerra por procuração e ocasionalmente se envolvem em escaramuças fronteiriças, bem como com grupos rebeldes opostos.

## Histórico
A Frente de Unidade Democrática Revolucionária Afar (FUDRA) foi fundada em 1993, através da fusão de três grupos rebeldes afares, a União Democrática Revolucionária Afar, a Afar Ummatah Demokrasiyyoh Focca (AUDF) e as Forças Revolucionárias Afar (FRA). Os três grupos foram unidos sob o objetivo de criar um Estado independente na Região Afar. O grupo opera dentro Etiópia, supostamente recebendo apoio da Eritreia. Em 1995, a FUDRA cometeu seu primeiro ataque, sequestrando um turista italiano. A vítima seria mais tarde liberada ilesa. 
A Organização Democrática Afar do Mar Vermelho (ODAMV) foi fundada em 1999. Junto com a Frente Nacional de Salvação Eritreia (FNSE), o grupo opera a partir de bases localizadas na Etiópia, lançando ataques no território eritreu. Ambos os grupos são supostamente apoiados pela Etiópia. 